# Kiriburu
Kiriburu là một thị trấn thống kê (census town) của quận Pashchimi Singhbhum thuộc bang Jharkhand, Ấn Độ.

## Nhân khẩu
Theo điều tra dân số năm 2001 của Ấn Độ, Kiriburu có dân số 9545 người. Phái nam chiếm 52% tổng số dân và phái nữ chiếm 48%. Kiriburu có tỷ lệ 67% biết đọc biết viết, cao hơn tỷ lệ trung bình toàn quốc là 59,5%: tỷ lệ cho phái nam là 76%, và tỷ lệ cho phái nữ là 57%. Tại Kiriburu, 14% dân số nhỏ hơn 6 tuổi.